# Pamborus
Pamborus  (лат.) — род жуков-жужелиц из подсемейства настоящих жужелиц. Представители распространены только в Австралии. Населяют лесные области. Жуки не способны летать.